# Uk
L'Uk - Ук (rus) - és un riu de Rússia que passa per l'óblast de Tiumén, a Sibèria Occidental. És un afluent del Tobol per la dreta, i, per tant, sub-afluent de l'Obi i després de l'Irtix.

## Geografia
L'Uk neix a l'est de l'óblast de Tiumén, a una quinzena de kilòmetres al sud-oest del Vagai, afluent per l'esquerra de l'Irtix. En el primer tram flueix cap al nord al llarg d'uns 25 km. Aleshores vira ràpidament cap a l'oest, orientació que manté fins al final del seu recorregut. Després de passar per la vila de Zavodoukovsk, desemboca al Tobol per la riba dreta, a menys de vint kilòmetres en amunt de la vila de Ialútorovsk.
El riu es glaça habitualment a finals de novembre fins a abril.